# Apuntes biográficos de escritores segovianos
Apuntes biográficos de escritores segovianos es una obra del historiador español Tomás Baeza González, publicada por primera vez por la Sociedad Económica Segoviana de Amigos del País en 1877.

## Descripción
| «[...] no es la historia de una provincia un trabajo que se improvisa; una imaginacion fecunda puede formar en breve tiempo un buen discurso, pero la historia, la narracion de los hechos que merecen consignarse para que la posteridad sepa lo que debe á sus mayores y sirva de ejemplo perenne en la vida de los pueblos, solo se consigue en fuerza de un gran trabajo magistral, registrando archivo y recogiendo por do quiera datos, que, metódicamente ordenados despues, obra harto difícil en verdad, ha de constituir la esposicion verídica de los sucesos pasados» —Palabras de la Sociedad Económica Segoviana de Amigos del País en el prólogo a la primera edición |

En unas palabras dirigidas al lector en las primeras páginas del diccionario biográfico, Baeza González, a la sazón deán de la catedral de Segovia, se hace deudor de Diego de Colmenares, cuya trabajo biobibliográfico, sin embargo, se propone aumentar y completar en todo aquello que escapó «á su detenido examen». «Colmenares redactó las biografías de treinta y nueve; yo hago subir el número á ciento siete, y doy estension y claridad á las noticias de las suyas: él solo se ocupó de los naturales de la ciudad; yo me estiendo á los que nacieron en diferentes puntos de la provincia», explica. Señala, además, que se valió del trabajo de Nicolás Antonio y de El gran diccionario histórico de Louis Moréri, entre otras obras, para confeccionar sus reseñas biográficas.
Empiezan con Juan de Segovia, terminan con Juana de Contreras y abarcan más de trescientas páginas. La obra, apadrinada por la Sociedad Económica Segoviana de Amigos del País, salió de la imprenta de la Viuda de Alba y Santiuste en 1877. Montero Padilla considera que el diccionario, junto con su Reseña histórica de la imprenta en Segovia, de unos años antes, es de las de mayor interés histórico de Baeza González, y asegura que es «de notable utilidad todavía en los días actuales». «El juicio que esta Sociedad ha formado de estos trabajos está claramente demostrado con su acuerdo de publicarlos; útiles y convenientes la han parecido á la vez que escritos con imparcialidad y erudicion, circunstancias todas que de consuno contribuyen á enaltecer á su autor y colmar las aspiraciones de aquella», señalaba, a su vez, la Sociedad Económica Segoviana de Amigos del País para justificar la publicación.